# ラウラ・オルグエ
ラウラ・オルグエ・イ・ビラ（スペイン語: Laura Orgué i Vila、女性、1986年9月11日 - ）は、スペイン・カタルーニャ州バルセロナ県バルセロナ出身のスキー選手（クロスカントリースキー）、スカイランニング選手。
クロスカントリースキー選手としては、2006年トリノオリンピック、2010年バンクーバーオリンピック、2014年ソチオリンピックに出場した。スカイランニング選手としては、2011年にヨーロッパスカイランニング選手権のバーティカルキロメーター(VK)部門で優勝し、2014年と2016年に世界スカイランニング選手権のバーティカルキロメーター部門で優勝した。

## 経歴
2009年にはチェコのリベレツで開催された2009年ノルディックスキー世界選手権に出場し、30kmで29位、10kmで35位となった。同年にフランスのPraz de Lys-Sommandで開催されたU-23ノルディックスキー世界選手権では、10kmで3位となった。同年にはノルディックスキーのOPAカップで2位となった。2011年にはスペインのバレンシアで開催されたヨーロッパスカイランニング選手権のバーティカルキロメーター(VK)部門で優勝した。
2014年にはポーランドで開催されたクロスカントリースキー・ワールドカップで自己最高位の17位となった。2014年2月にロシアのソチで開催された2014年ソチオリンピックではクロスカントリースキー競技に出場し、30kmで10位、15kmスキーアスロンで25位、10kmで28位となった。
2014年には主競技をスカイランニングに切り替えた。同年にシャモニー＝モン＝ブランで開催された世界スカイランニング選手権のバーティカルキロメーター部門で優勝した。2015年にシャモニーで開催されたヨーロッパスカイランニング選手権では2位となった。この大会では優勝がスペインのパウラ・カブレイス、3位がスペインのマイテ・マイオラであり、スペイン勢が表彰台を独占した。
2016年にはスペインのリェイダで開催された世界スカイランニング選手権のバーティカルキロメーター部門で2連覇を達成した。この大会では2位がスペインのマイテ・マイオラ、3位がスペインのパウラ・カブレイスであり、スペイン勢が表彰台を独占した。

## 成績

### クロスカントリースキー選手として
冬季オリンピック
| シーズン | 場所         | 日付          | 種目               | 順位 |
| -------- | ------------ | ------------- | ------------------ | ---- |
| 2006     | トリノ       | 2006年2月12日 | 15km追い抜き       | 63位 |
| 2006     | トリノ       | 2006年2月16日 | 10km               | 63位 |
| 2010     | バンクーバー | 2010年2月15日 | 10km               | 38位 |
| 2010     | バンクーバー | 2010年2月19日 | 15km追い抜き       | 27位 |
| 2010     | バンクーバー | 2010年2月27日 | 30km               | 36位 |
| 2014     | ソチ         | 2014年2月8日  | 15kmスキーアスロン | 25位 |
| 2014     | ソチ         | 2014年2月13日 | 10km               | 28位 |
| 2014     | ソチ         | 2014年2月22日 | 30km               | 10位 |

### スカイランニング選手として
世界スカイランニング選手権
| シーズン | 場所       | 種目                     | 順位 |
| -------- | ---------- | ------------------------ | ---- |
| 2014     | シャモニー | バーティカルキロメーター | 1位  |
| 2016     | リェイダ   | バーティカルキロメーター | 1位  |

ヨーロッパスカイランニング選手権
| シーズン | 場所       | 種目                     | 順位 |
| -------- | ---------- | ------------------------ | ---- |
| 2011     | バレンシア | バーティカルキロメーター | 1位  |
| 2015     | シャモニー | バーティカルキロメーター | 2位  |